# Accademia nazionale di scienze, lettere e arti (Palermo)
L'Accademia Nazionale di Scienze, Lettere e Arti di Palermo è un istituto culturale sito in piazza Indipendenza, a Palermo.

## Storia
Fu fondata a Palermo nel 1718 a palazzo Filingeri, principe di Santa Flavia, come Accademia palermitana del buon gusto nelle scienze, nelle belle lettere e nelle lingue, riprendendo la tradizione dell'Accademia degli Accesi (fondata da Francesco Ferdinando D'Avalos, 1568-1581) e di quella "dei Riaccesi" (1622-1682).
La sua attività fu spesso interrotta ed il nome cambiò più volte, in particolare nel 1832 divenne Accademia palermitana di scienze e lettere, nel 1884 ottenne il titolo di Regia Accademia di Scienze, Belle Lettere ed Arti, in base al nuovo Statuto approvato con R.D. del 23 settembre 1884,
fino ad assumere il nome attuale in età repubblicana.
Dal 1971 si è trasferita nell’attuale sede di Palazzo De Simone cedutale dalla Regione Siciliana.

## Finalità
Ha come finalità la ricerca scientifica e la promozione della cultura. È distinto in due classi:
- Scienze fisiche, matematiche e naturali,
- Scienze giuridiche, filologiche, storiche e filosofiche.

Tra i soci nazionali vi sono stati: Henry Cartan, Benedetto Croce, Jacques Le Goff, Vittorio Emanuele Orlando, Guglielmo Marconi, Francesco Paolo Di Blasi e Leonardo Sciascia. L'Accademia ha negli anni anche nominato dei soci onorari, come per esempio Salvatore Abbate Migliore e Telmo Pievani.